# Теракт в Буенос-Айресі (1994)
Терористичний акт в Буенос-Айресі — вибух в аргентинській столиці, місті Буенос-Айрес, що стався 18 липня 1994 року.

## Історія
18 липня 1994 року в будівлі Аргентинського єврейського культурного центру було підірвано бомбу, приведену в дію терористом-смертником. В результаті вибуху загинули 85 осіб, більше 200 зазнали поранення.
У жовтні 1995 року очільник аргентинської розвідки СІДЕ Уго Ансоррегі заявив, що організатором теракту є «Хізбалла». Окрім того, за інформацією СІДЕ, до вибуху причетний Іран. Міністр оборони Ірану Ахмад Вахіді оголошений в міжнародний розшук.
У січні 2014 року колишній посол Ізраїлю в Аргентині Іцхак Авіран відзначив, що аргентинська влада бездіяла, попри те, що ізраїльські спецслужби змогли вирахувати організаторів і виконавців терактів.
У січні 2015 року прокурор Альберто Нісман звинуватив президента Крістіну Фернандес де Кіршнер у перешкоджанні проведенню розслідування теракту. На його думку, президент разом з міністром закордонних справ мали намір зняти звинувачення з кількох іранських чиновників, яких підозрювали у причетності до організації вибуху в єврейському центрі.